# Internetencyclopedie

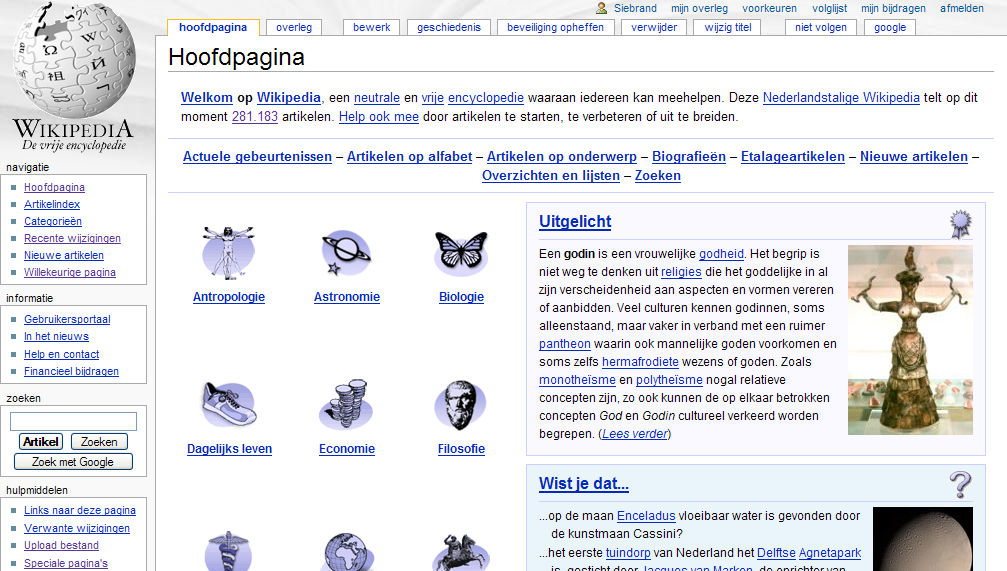
Hoofdpagina van de Nederlandstalige Wikipedia op 9 Maart 2007

Een internetencyclopedie is een encyclopedie die toegankelijk is op internet via het wereldwijd web. Er bestaan professionele en wetenschappelijke uitgaven, zoals Engelse  Britannica en Nederlandse Winkler Prins online, naslagwerken geschreven en gecontroleerd door (leken-)vrijwilligers, zoals Wikipedia en mengvormen als Citizendium en de World History Encyclopedia, waar eenieder kan bijdragen maar inzendingen worden nagekeken en zo nodig verbeterd door een professionele redactie. De digitale online encyclopedie werd voorafgegaan door digitale werken op cd-rom of dvd zoals de Medische Encyclopedie van Philips Media uit 1996.

## Geschiedenis
In 1991 begonnen de deelnemers van de Usenetnieuwsgroep alt.fan.douglas-adams hun project om een The Hitchhiker's Guide to the Galaxy te maken, een fictieve digitale encyclopedie, naar de gefantaseerde encyclopedie in de boeken van Douglas Adams. Dit project heette Project Galactic Guide. Eerst zou het uitsluitend feitelijke lemma's bevatten, maar later werden ook gefantaseerde artikelen toegestaan. Project Galactic Guide bevat meer dan 1700 lemma's, maar viel na 2000 stil, mogelijk vanwege de oprichting van h2g2, een gelijksoortig project. Het idee voor een gemeenschappelijk geschreven, vrij toegankelijk naslagwerk op internet gaat ten minste terug tot het voorstel voor Interpedia in 1993; een vroeg concept voor een encyclopedie waaraan iedereen kon bijdragen. Dit project werd nooit uitgevoerd.
In het jaar 2000 startte het Amerikaanse internetbedrijf Bomis Inc. de eerste online encyclopedie, Nupedia. Professionele medewerkers werkten hier samen onder leiding van Larry Sanger. CEO's van het bedrijf waren Jimmy Wales, Tim Shell en Michael Davis. Doelstelling was een doorzoekbare open-inhoud encyclopedie te maken die vrij beschikbaar is op internet, en goedkoop op andere mediadragers. Het zou méér inhoud hebben dan welke encyclopedie ooit. Uit dit project is door de inzet van de toen nieuwe samenwerkingssoftware Wiki-Wiki en het daaraan ten grondslag liggende concept van swarm-intelligence, Wikipedia ontstaan.

## Digitalisering van encyclopedieën
Met de ontwikkeling van de digitale technologie werden bestaande gedrukte encyclopedieën steeds meer gedigitaliseerd. Aanvankelijk op digitale dragers als cd-rom. Met de opkomst van internet als medium verschenen vanaf circa 2000 steeds meer online uitgaven. In januari 1995 begon het Project Gutenberg met de publicatie van de ASCII-tekst van de elfde druk van de Encyclopædia Britannica uit 1911, waarvan delen van de inhoud bekritiseerd worden vanwege etnocentrisme en racisme. Door onenigheid over de methode bleef dit project steken bij het eerste deel. Vanwege het merkenrecht kreeg het de naam van Gutenberg Encyclopedia.
In 2002 werd door anderen de ASCII-tekst van alle 28 delen op de website 1911 encyclopedia.org geplaatst, voorzien een beperking van kopierecht die waarschijnlijk niet bindend was. Project Gutenberg hervatte later de digitalisering en controle van deze encyclopedie. De website bestaat niet meer. Er is een digitale kopie van de encyclopedie uit 1911 in delen beschikbaar op de website archive org. Op de Engelstalige Wikisource bestaat een project om de gehele 11e druk van de Encyclopædia Britannica te digitaliseren en over te zetten (uploaden) naar Wikimedia servers zodat de inhoud onder de Wikimedia copyright regels ter beschikking wordt gesteld. Hierbij moeten deelnemers het resultaat van de OCR-scan van een artikel nauwkeurig controleren.
In de tussentijd hadden de uitgevers van de laatste druk van de Encyclopædia Britannica deze zelf gedigitaliseerd, verkocht op cd-rom en op internet gepubliceerd; dit vanwege concurrentie met de Encarta. Andere digitaliseringsprojecten zijn Easton's Bible Dictionary (1897) op de website van de Christian classics Ethereal Library en de Bartleby-internetversie van de zesde druk van de Columbia Encyclopedia (2000), die in 2000 werd gedigitaliseerd en sindsdien regelmatig wordt bijgehouden.

## Selectie van internetencyclopedieën
- Baidu Baike — grootste Chinese internetencyclopedie, op de website van de grote Chinese zoekmachine Baidu
- Bestor — Belgian Science and Technology Online Resources, encyclopedie die wikisoftware toepast over de Belgische wetenschap gedurende de laatste twee eeuwen[12]
- Citizendium — project gestart in maart 2007 door Larry Sanger, nadat hij zich had gedistantieerd van Wikipedia
- Conservapedia — voor aanhangers van conservatieve christenen en jongeaardecreationisme
- Cultureel Woordenboek — korte beschrijvingen in het Nederlandstaal over onderwerpen die de redactie belangrijk vindt voor de algemene ontwikkeling
- Ekopedia — meertalige internetencyclopedie met antwoorden op milieu gerelateerde onderwerpen.
- Enciclopedia Libre — Spaanse afsplitsing van de Spaanse Wikipedia, die wikisoftware toepast en onder GFDL valt
- Ensie.nl — sinds 2012 encyclopedisch kennisplatform waarop honderden oude en nieuwe encyclopedische werken zijn gepubliceerd
- Everipedia – verzamelt content uit de Engelse Wikipedia, Reddit en Google, en voegt daar met hulp van vrijwilligers eigen content aan toe
- The Free Dictionary - Compilatie van encyclopedieën als de Columbia Encyclopedia met circa 52.000 lemma's.[13]
- h2g2 — een verzameling vaak humoristische artikelen, gebaseerd op een idee uit Douglas Adams' The Hitchhiker's Guide to the Galaxy
- Hudong — sinds januari 2009, met meer dan 2 900 000 lemma's
- Infoplease — educatieve website die inhoud van een encyclopedie combineert met woordenboek, atlas en almanak.[14]
- Interpedia — opgeheven
- Lucepedia — behandelt theologie en christendom
- MathWorld — wiskunde
- Nupedia — gestopt op 26 september 2003. Veel van het materiaal hiervan is in de wikipedia opgenomen.
- Oncyclopedia — Nederlandstalige parodie op Wikipedia
- Open Site — geïnspireerd door het Open Directory Project
- PlanetMath — wiskunde, grotendeels opgeheven
- Private Sözlük — Turks hypertekst woordenboek en encyclopedie, die lijkt op Everything2 en h2g2[bron?]
- Project Galactic Guide — geïnspireerd op The Hitchhiker's Guide to the Galaxy
- The QED Project — doelstelling alle wiskundige kennis weergeven
- Scholarpedia — wetenschappelijke encyclopedie met overzichtsartikelen en experts als redacteuren
- SourceWatch, eerder Disinfopedia — tegen propaganda en betaalde spindoctors
- Stanford Encyclopedia of Philosophy — Engelstalige encyclopedie over filosofie
- Te Ara — over Nieuw-Zeeland
- Uncyclopedia — Engelstalige parodie op Wikipedia.
- WikiPilipinas — Engelstalige encyclopedie over de Filipijnen
- Wikipedia — online encyclopedie op basis van wiki-samenwerkingssoftware, inhoud en redactie door vrijwilligers, met Baidu Baike de grootste wat betreft lemma's en bezoekers, in ongeveer 300 talen.
- Wikisage -  (afkorting van "Wiki Second Age") Opgericht in 2008. Kleinschalig project met een Nederlandstalige en Engelstalige versie. Met een meer inclusieve benadering.
- World History Encyclopedia — encyclopedie over wereldgeschiedenis waar iedereen kan bijdragen, naam voorheen "Ancient History Encyclopedia"[15]